# Pete Souza
Pete Souza (n. 1954) es un fotoperiodista estadounidense, fotógrafo oficial de la Casa Blanca durante la presidencia de Barack Obama y director de la Oficina de Fotografía de la Casa Blanca. Fue además, entre los años 1983 y 1989, fotógrafo oficial durante el segundo mandato de Ronald Reagan. Ha trabajado como fotoperiodista para el diario Chicago Tribune en su redacción de Washington entre los años 1998 y 2007, etapa durante la cual cubrió la carrera política de Obama, desde senador a presidente de los Estados Unidos.